# Jean Ernest Ducos de Lahitte
Jean Ernest Ducos de Lahitte, francoski general, * 5. september 1789, Bessières, † 22. september 1878, Gragnague.